# HammerFall
Gli HammerFall sono un gruppo musicale power metal svedese formatosi nel 1993.
Il gruppo debuttò nel 1997 con l'album Glory to the Brave, disco che riscosse un grande successo in tutto il mondo.

## Storia del gruppo

### Gli inizi

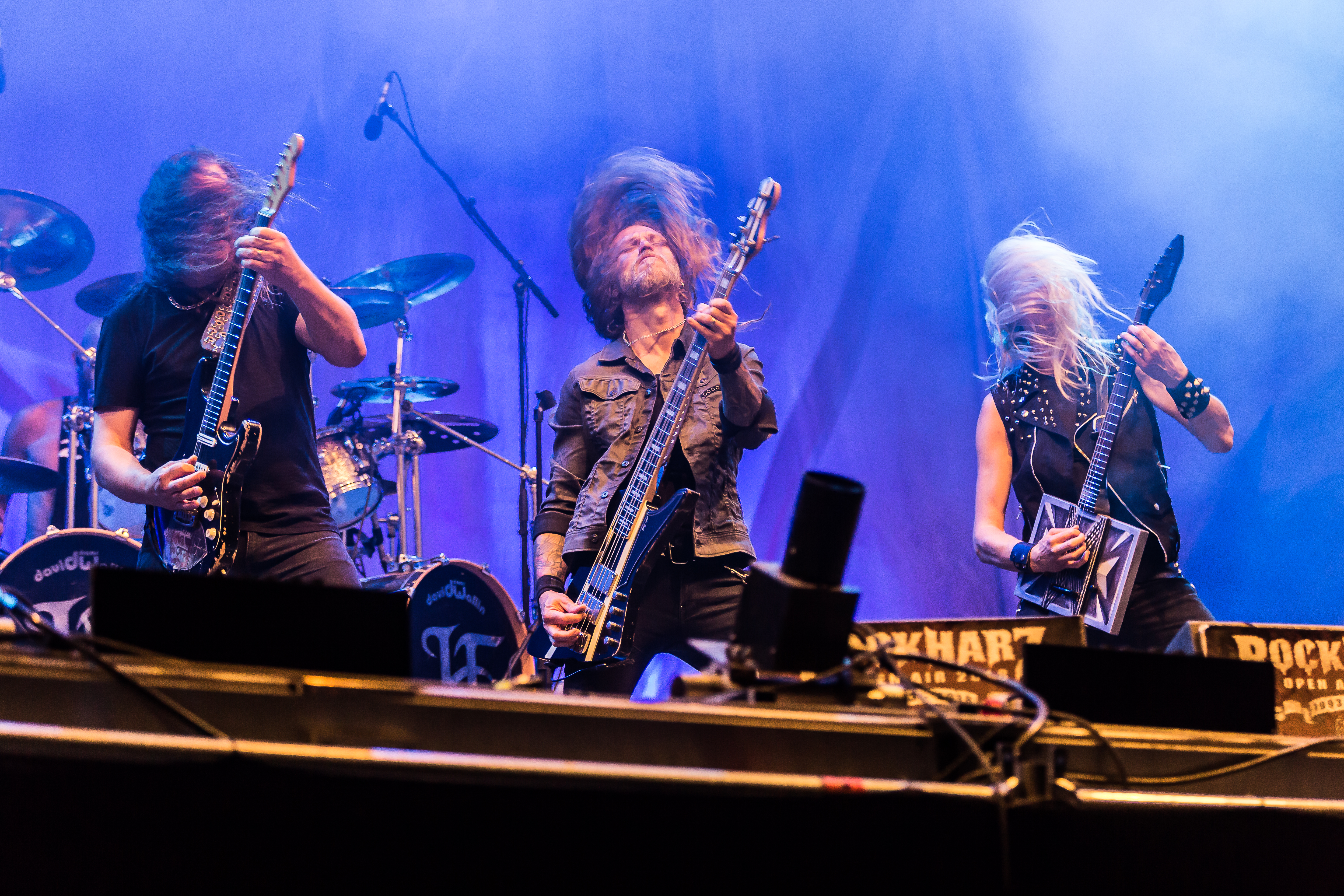
Pontus Norgren, Fredrik Larsson e Oscar Dronjak al Rockharz Open Air 2018

Gli HammerFall nascono nel 1993 da un'idea del chitarrista Oscar Dronjak che, dopo aver lasciato i Ceremonial Oath, la band melodic death metal di cui faceva parte, chiese all'amico Jesper Strömblad di unirsi a lui. Inizialmente, l'idea era quella di un side-project per non togliere troppo tempo ai progetti principali dei due, rispettivamente i Crystal Age e gli In Flames, con l'obiettivo di trovarsi qualche volta all'anno per preparare alcune canzoni che sarebbero state utilizzate per partecipare ad una competizione musicale che si svolgeva a Göteborg, chiamata Rockslaget. La formazione fu completata con Niklas Sundin, poco tempo dopo sostituito da Glenn Ljungström degli In Flames, alla chitarra, Mikael Stanne come cantante (Dark Tranquillity) e Johan Larsson al basso, sostituito poi da Fredrik Larsson dei Crystal Age.
Il 26 marzo 1994 la band fece la propria prima apparizione al Musikens Hus di Göteborg, ma gli inizi non furono facili. Infatti la band rimase nell'anonimato fino al 1996, anno durante il quale riuscirono a raggiungere le semifinali della competizione Rockslaget presentando le canzoni Steel Meets Steel e Unchained. Durante lo svolgimento della competizione, proprio pochi giorni prima dello svolgimento delle semifinali la band scoprì che il proprio cantante, Mikael, non sarebbe stato in grado di parteciparvi. Oscar contattò quindi Joacim Cans che, secondo la leggenda, accettò senza esitazioni ed istantaneamente la proposta fattagli dal chitarrista. Gli HammerFall non riuscirono ad arrivare alle finali, tuttavia la cooperazione con Joacim si rivelò un successo al punto tale che, vista la buona risposta del pubblico, decisero di inviare una copia della registrazione audio alla Vic Records. Rimasta positivamente impressionata, la Vic Records decise di dare possibilità al gruppo e nel 1997 fu pubblicato l'album Glory to the Brave.
Gli HammerFall divennero una band a tutti gli effetti in grado di vivere di vita propria, Oscar e Joacim decisero di dedicare tutto il loro tempo al gruppo. Vista la situazione, Jesper e Glenn decisero di lasciare la band per dedicarsi solamente agli In Flames e vennero sostituiti da Patrick Räfling e Stefan Elmgren. Anche Fredrik Larsson lasciò la band, ma prima di farlo decise di aiutarla ponendola in contatto con la casa discografica Nuclear Blast che, intravedendo il potenziale del gruppo, decise di stipulare un contratto per quattro album.

### I primi successi

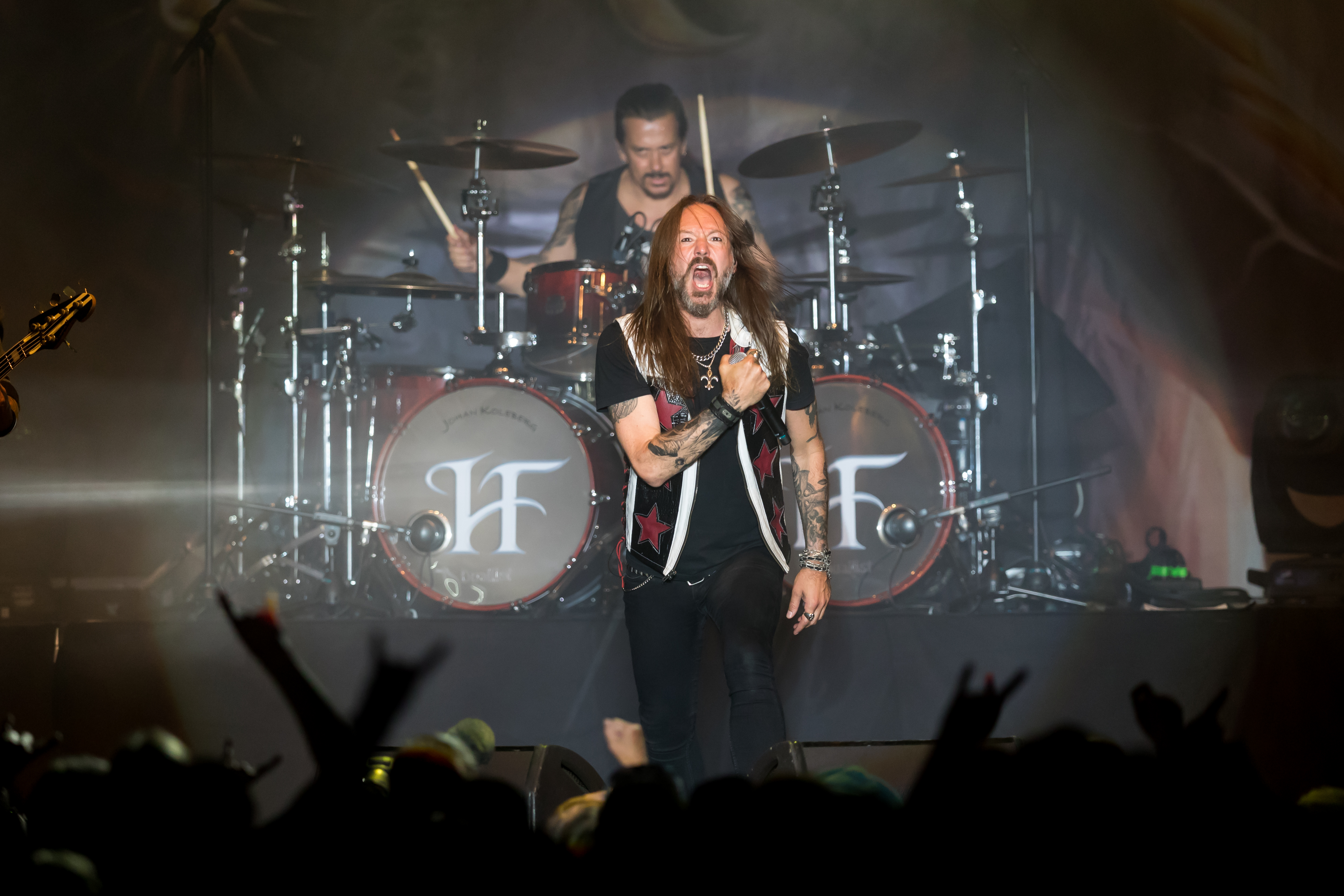
Joacim Cans e Johan Kullberg al Zeltfestival Rhein-Neckar 2017

Nel maggio del 1997 gli HammerFall registrarono a scopo promozionale un singolo contenente quattro tracce distribuito in tutto il mondo e, a differenza delle aspettative di Nuclear Blast e degli HammerFall stessi, esso si posizionò al 38º posto nella classifica di vendita tedesca. Fu un risultato eclatante: era infatti la più alta posizione mai raggiunta da una band metal debuttante. Le quattro canzoni dell'album (Glory to the Brave, HammerFall, I Believe, The Dragon Lies Bleeding) furono contraddistinte da testi che anticiparono quello che sarebbe stato il tono di tutti i successivi album: scene epiche, combattimenti, il tema del viaggio e la perdita della persona amata sono infatti ciò che caratterizzerà i testi del gruppo. Nello stesso anno, la band, orfana di un bassista, contattò ed aggiunse alla propria formazione il bassista Magnus Rosén, da quel momento in poi membro stabile del gruppo. Nello stesso anno la band decise di pubblicare il singolo Glory to the Brave a cui seguì anche un video. In seguito gli HammerFall presero parte ad un tour di otto date, come spalla dei Raven e dei Tank, che toccò alcuni stati europei e durante il quale fece anche un'apparizione al Wacken Open Air. Il successo riscosso dalla band fu enorme, al punto tale che dopo poco tempo dal termine del tour ne intrapresero subito un altro, sempre in Europa, questa volta come spalla dei Gamma Ray e Jag Panzer. Il successo trionfale di questo tour convinse il gruppo a pubblicare l'album anche in America e Giappone, dove vendette 100 000 copie. Il riscontro fu tale che la band venne nominata ai premi Grammy in Svezia come migliore band Hard rock. Non vinse alcun premio, tuttavia il solo essere nominati fu considerato un grandissimo risultato per il genere.
L'inizio del 1998 vide il gruppo impegnato in un mini-tour di cinque date tra Belgio e Paesi Bassi al termine del quale cominciarono a comporre un nuovo album. Legacy of Kings vide impegnato nella composizione anche l'ex membro Jesper Strömblad che partecipò al songwriting in memoria dei tempi passati. Alla pubblicazione fu preceduto un singolo che contenente alcune registrazioni live registrate durante un concerto a Göteborg. Le registrazioni furono effettuate in 40 giorni nella stessa città presso i Fredman Studios, concedendosi brevi pause solo per partecipare ad alcuni festival tra cui Dynamo Open Air, Monsters of Rock e With Full Force. L'album fu accolto calorosamente dai fan, i quali, tuttavia, si divisero in due grandi categorie. La prima fu quella che vide la band degli HammerFall come i salvatori del genere metal e coloro i quali riuscirono a riportare in auge un genere, che, dopo gli anni '80, aveva perso di forza; l'altra categoria vide, al contrario, negli HammerFall un gruppo commerciale molto abile che, sfruttando riff già composti da altri gruppi e semplici strutture riusciva a catalizzare l'attenzione del pubblico ed a vendere dischi. Nell'ottobre del 1998 partirono per un tour europeo di 24 date insieme ai Primal Fear e successivamente si imbarcò in un tour di 27 date negli Stati Uniti come spalla dei Death.
Il 1999 si aprì ancora con un mini-tour in Giappone, dove la band si esibì in quattro date. Tornata dall'oriente, tre giorni dopo essere rientrati in Svezia e la volta di un nuovo tour europeo di 25 date insieme agli Edguy che toccò tutti i paesi europei non inclusi nel precedente. In aprile nuovi impegni portarono la band ad effettuare 5 date in Sud America, dove riscosse un grandissimo successo. Rientrati in Europa, gli HammerFall decisero di prendersi una breve pausa di riflessione prima di intraprendere i festival estivi. Durante questa pausa, il batterista Patrik Räfling decise concordemente con gli altri membri della band di lasciare il progetto. Egli infatti non sentiva più la spinta ed il desiderio iniziali e, pertanto si sentiva privato della grinta necessaria per essere adeguato allo stile del gruppo. Al suo posto, Magnus Rosén propose all'amico Anders Johansson (ex-batterista dei Rising Force di Malmsteen) di unirsi al gruppo. Inizialmente Johansson si impegnò solamente per i sei festival estivi a cui il gruppo partecipò (tra cui il Gods of metal) per poi divenire un membro stabile della formazione. Significativo fu l'album tributo agli Helloween, album preparato ma che Nuclear Blast si rifiutò di pubblicare. Gli HammerFall, tuttavia, avevano già alcune tracce pronte che furono incluse nel singolo I Want Out che comprendeva, oltre all'omonima cover degli Helloween anche At the End of the Rainbow, Man on the Silver Mountain ed il primo video di Glory to the Brave e che riscosse un discreto successo. Successivamente venne pubblicato il primo documentario video dal titolo The First Crusade riguardante il lasso di tempo maggio 1996 - settembre 1998.

### Renegadee l'affermazione nel mainstream

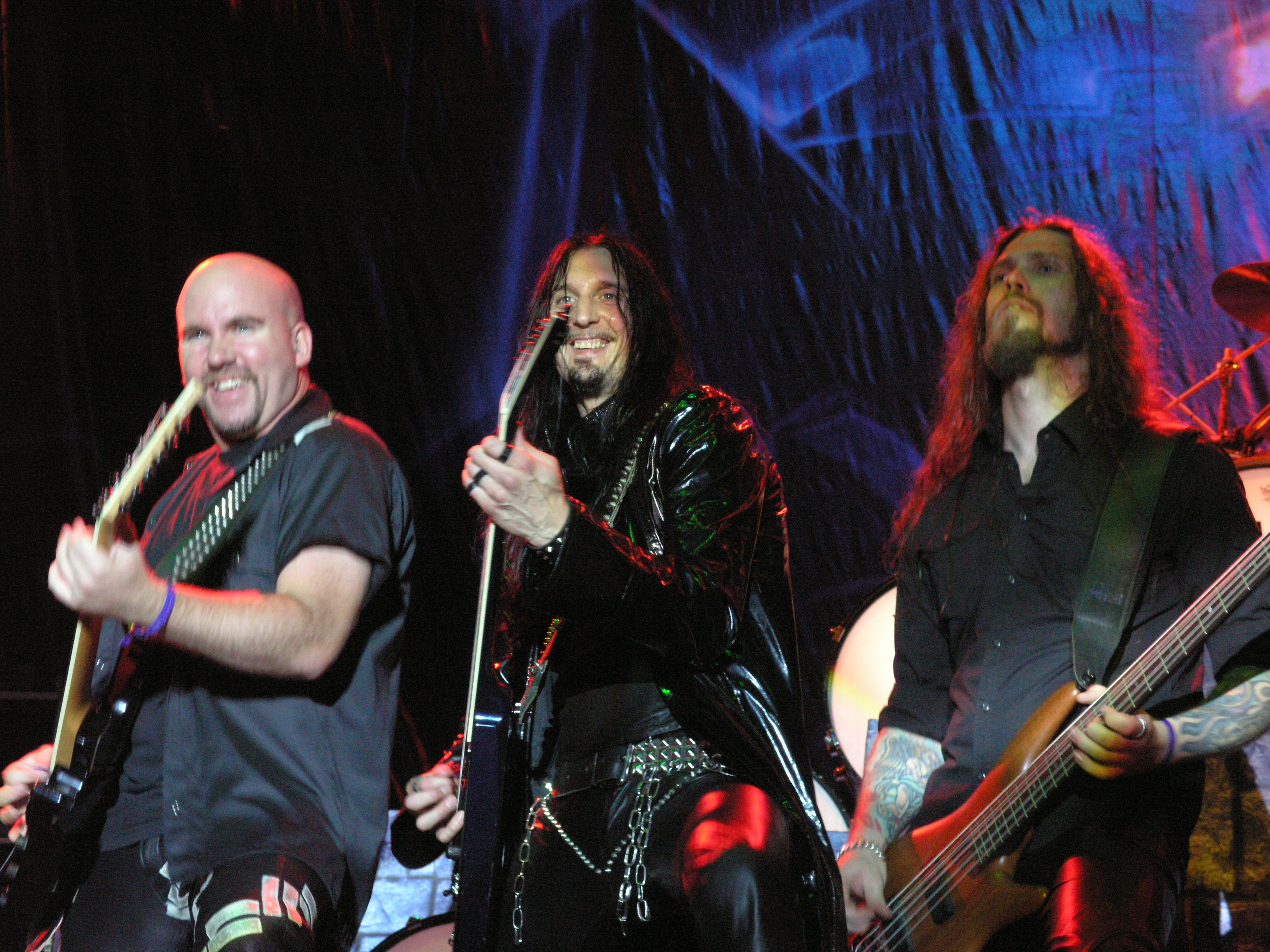
Stefan Elmgren, Oscar Dronjak e Fredrik Larsson al Masters of Rock 2007

Nell'aprile del 2000 la band cominciò le registrazioni del terzo album nello studio WireWorld di Nashville (USA). Le registrazioni furono lunghe e la band terminò la produzione nel mese di giugno. Il nuovo album fu fedele alla tradizione HammerFall in tutto e per tutto: Jesper Strömblad partecipò alla stesura di Renegade e l'album mantenne lo stampo fantasy-metal che contraddistingueva la band nei precedenti. L'unica evoluzione fu la comparsa di un pezzo interamente strumentale nella tracklist. Anche il lancio seguì lo stile HammerFall: il singolo Renegade precedette la pubblicazione del full-length il quale conteneva 2 cover. Run With the Devil degli Heavy Load e Head Over Heels degli Accept furono i pezzi che gli HammerFall scelsero per proseguire la loro missione di rievocazione del metal degli anni '80. L'album ebbe immediato successo, il primo posto nella classifica svedese ed il diciassettesimo posto in Germania, unita alla vendita solo in madrepatria di 40000 copie dello stesso valse agli HammerFall il disco d'oro. Il tour che seguì fu enorme: 60 date in tutta Europa e la partecipazione a 7 tra i più importanti festival estivi del 2001. Gli HammerFall incrementarono la propria fama ancora di più e, contemporaneamente, videro inasprirsi le critiche provenienti dall'ala dei propri detrattori.

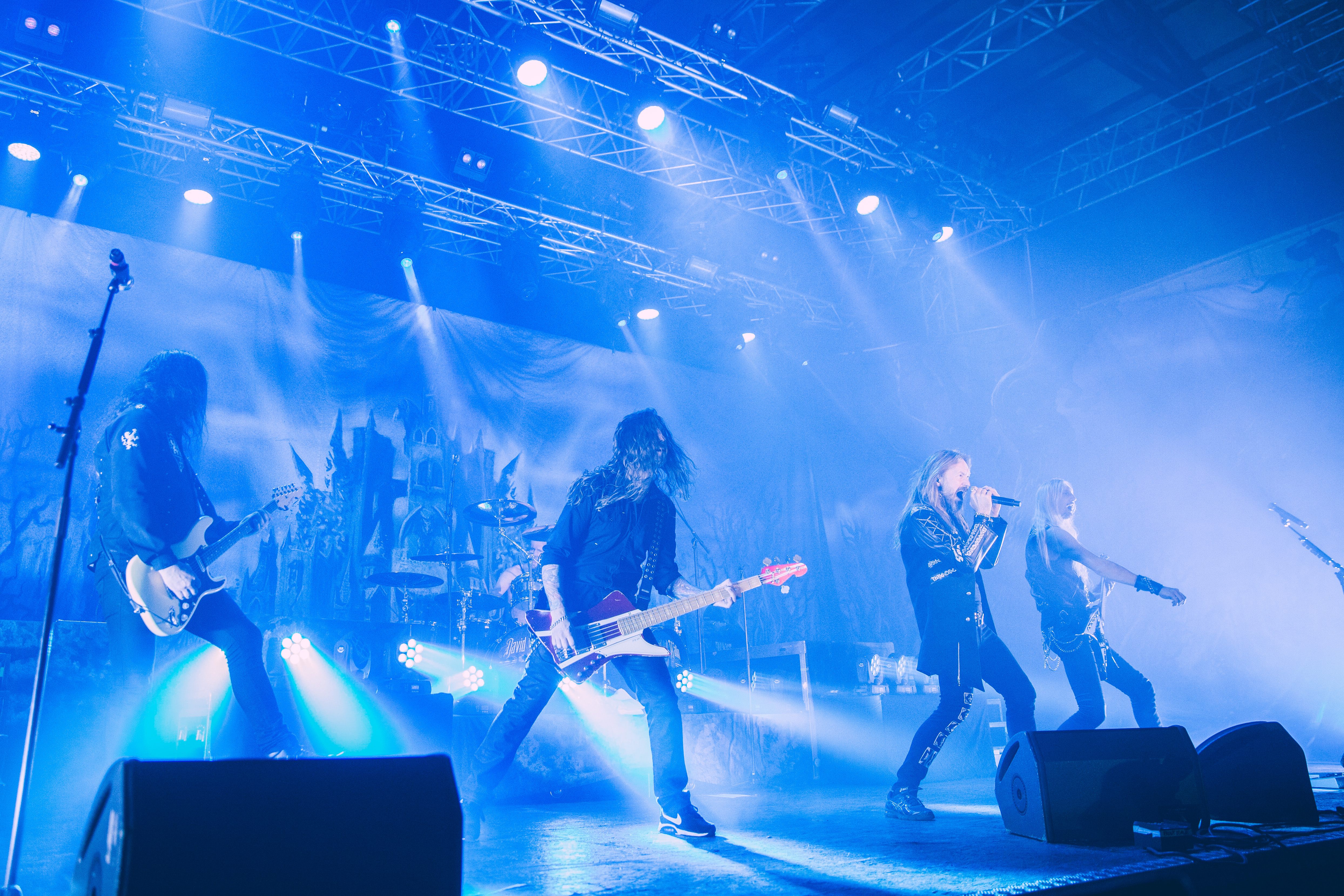
Gli Hammerfall al Ruhrpott Metal Meeting 2015

Nel 2002 la band pubblicò il video di The Templar Renegade Crusades e, tra maggio e luglio, registrò il quarto album Crimson Thunder registrato in 3 studi: uno spagnolo, uno tedesco ed uno olandese. La produzione fu affidata a Charlie Bauerfeind che si impegnò ad evitare che l'album, come era accaduto con Renegade fosse penalizzato da una cattiva produzione. Per la prima volta la composizione dell'album vide la partecipazione di ogni membro del gruppo, le tematiche trattate risultarono invariate, mentre, dal punto di vista musicale, il materiale prodotto conteneva qualche nuovo spunto come un maggiore uso di midtempo e una maggiore pesantezza del suono. Come nel precedente, anche Crimson Thunder conteneva un pezzo strumentale ed una cover. Le critiche e le contestazioni nei confronti degli HammerFall continuarono e raggiunsero l'apice nell'agosto 2002, quando il cantante Joacim Cans fu vittima di una aggressione in un locale di Göteborg. Uno squilibrato volle manifestare il proprio odio verso il genere suonato dagli HammerFall e verso gli HammerFall stessi scagliando un bicchiere sul volto del cantante Joacim Cans. La ferita procuratagli fu grave e gli comportò una permanente cicatrice ancora oggi visibile sul volto. Il quarto album ebbe una lunga fase di mixaggio e fu pubblicato a fine ottobre 2002, ottenne un nuovo disco d'oro e la band partecipò ad un tour di 70 date tra novembre 2002 e giugno 2003. Sempre nel 2003, gli HammerFall pubblicarono il primo album dal vivo One Crimson Night, registrato durante una data del World Tour.
Dopo due anni, nel 2005 pubblicarono un nuovo album dal titolo Chapter V: Unbent, Unbowed, Unbroken a cui seguì un tour mondiale che ha visto la band come co-headliner con i finlandesi Stratovarius. Nel 2006 la produzione HammerFall ha dato alla luce un nuovo album: Threshold. Il 7 marzo 2007, alla fine del tour Thresholds of Europe, il bassista Magnus Rosén ha lasciato la band per dedicarsi ai suoi progetti solisti, e, al suo posto rientra nella band il bassista precedente, Fredrik Larsson, che aveva suonato nel gruppo tra il 1994 e il 1997.
Nell'aprile del 2008 il chitarrista Stefan Elmgren decide di lasciare la band per motivi personali: l'ex-chitarrista ha ricevuto infatti un'offerta di lavoro come pilota per una compagnia aerea, e anche se si era discussa la possibilità di portare avanti le due carriere parallelamente, Elmgren e la band hanno concordato che sarebbe stato impossibile. Nell'arco dello stesso mese sul MySpace ufficiale compare la notizia che Stefan è stato prontamente rimpiazzato da Pontus Norgren, chitarrista dei The Poodles ed ex Talisman. La band si dichiara fiduciosa nelle capacità di Pontus e conferma le date dei concerti in Nord America e che già a luglio inizieranno le registrazione del nuovo album che dovrebbe vedere la luce nel febbraio del 2009. Il 27 giugno sono stati pubblicati un cover album dal titolo Masterpieces e un DVD intitolato Rebels With a Cause - Unruly, Unrestrained, Uninhibited.
Nel febbraio del 2009 esce No Sacrifice, No Victory, nuovo album in studio al cui interno le canzoni si susseguono quasi con un'alternanza di stili che varia dal loro classico power ad un heavy metal più "tradizionale". Seguirà un tour europeo dal nome Any Tour Necessary con unica data italiana a Milano il 10 marzo. Come Support sono state scelte le band Sabaton e Bullet.
Un'ulteriore svolta verso i canoni più classici dell'heavy metal si ha con l'uscita dell'album Infected, datato 2011.
Nel 2012 gli Hammerfall hanno registrato un live DVD dello spettacolo realizzato nella suggestiva arena di Dalhalla in Svezia, "Gates of Dalhalla".

### (r)Evolution e Built to Last(2014–presente)

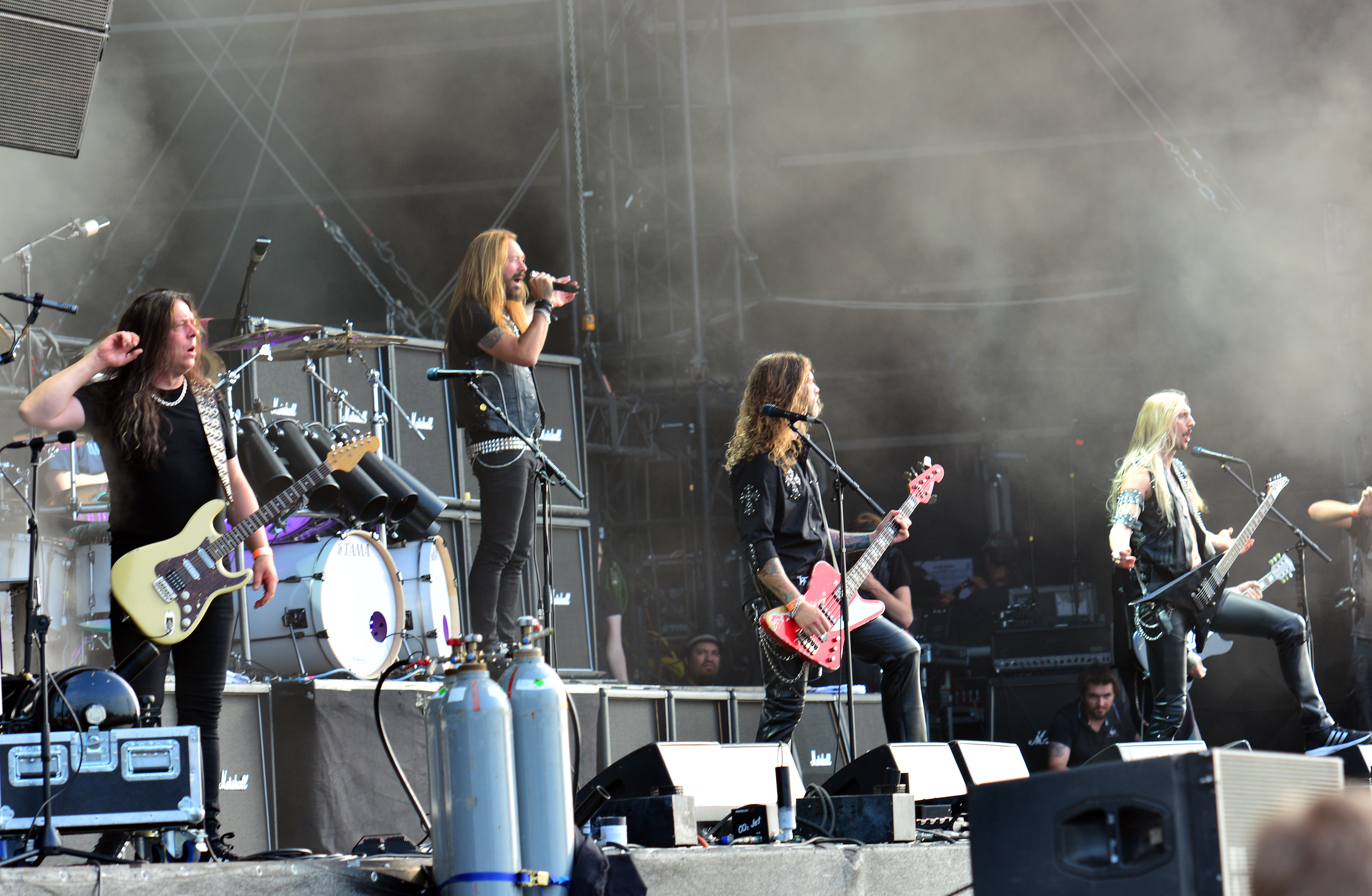
Gli Hammerfall al Wacken Open Air 2014

Il 27 agosto 2014 il gruppo pubblica (r)Evolution, il 9º album in studio. Il disco debutta al primo posto in Svezia e nella classifica Billboard Heatseekers, e si inserisce nelle Top 5 in molti altri paesi.
Il tour successivo, soprannominato "World Wide (r) Evolution 2014-15", vede la band tornare in America Latina insieme ad Edguy e Gotthard, per poi spostarsi in europa all'inizio del 2015. La band subisce tuttavia un duro colpo quando lo storico batterista Anders Johansson abbandona il suo ruolo (poco dopo l'uscita di (r)Evolution); viene quindi introdotto David Wallin (Pain) come sostituto temporaneo. Nello stesso periodo, il bassista Fredrik chiede un congedo parentale da settembre 2014 a marzo 2015 per la nascita del figlio. L'ex chitarrista Stefan Elmgren viene quindi arruolato in veste di sostituto bassista temporaneo.
Nel marzo 2016, la band annuncia di aver firmato con la Napalm Records. Il loro 10º album in studio, Built to Last, è stato pubblicato il 4 novembre 2016.
Tra il 16 dicembre 2016 e il 2 settembre 2017, il batterista David Wallin si è allontanato dalla band per problemi famigliari, facendosi sostituire da Johan Kullberg.

## Formazione

### Formazione attuale
- Joacim Cans - voce (1996-presente)
- Pontus Norgren - chitarra solista (2008-presente)
- Oscar Dronjak - chitarra ritmica, cori (1993-presente)
- Fredrik Larsson - basso (1994-1997, 2007-presente)
- David Wallin - batteria (2014-2016, 2017-presente)

### Ex componenti
- Mikael Stanne - voce (1993-1996)
- Niklas Sundin - chitarra (1993-1995)
- Glenn Ljungström - chitarra (1995-1997)
- Stefan Elmgren - chitarra solista, cori (1993-2007) / basso (2014)
- Johan Larsson - basso (1993-1994)
- Magnus Rosén - basso (1997-2007)
- Jesper Strömblad - batteria (1993-1997)
- Patrik Räfling - batteria (1997-1999)
- Anders Johansson - batteria (1999-2014)
- Johan Kullberg - batteria (2016-2017)

## Discografia

### Album in studio
- 1997 – Glory to the Brave
- 1998 – Legacy of Kings
- 2000 – Renegade
- 2002 – Crimson Thunder
- 2005 – Chapter V: Unbent, Unbowed, Unbroken
- 2006 – Threshold
- 2009 – No Sacrifice, No Victory
- 2011 – Infected
- 2014 – (r)Evolution
- 2016 – Built to Last
- 2019 – Dominion
- 2022 – Hammer of Dawn
- 2024 – Avenge the Fallen

### Album dal vivo
- 2003 – One Crimson Night

### Raccolte
- 2007 – Steel Meets Steel - Ten Years of Glory
- 2008 – Masterpieces

### Partecipazioni
- 2001 – Twisted Forever: A Tribute to the Legendary

### Singoli
- 1997 – Glory to the Brave
- 1998 – Heeding the Call
- 1999 – I Want Out
- 2000 – Renegade
- 2000 – Always Will Be
- 2002 – Hearts on Fire
- 2005 – Blood Bound
- 2006 – The Fire Burns Forever
- 2006 – Natural High
- 2007 – Last Man Standing
- 2009 – Any Means Necessary
- 2011 – One More Time
- 2015 – Bushido

## Videografia
- 1999 – The First Crusade
- 2002 – The Templar Renegade Crusade
- 2002 – Hearts on Fire
- 2003 – One Crimson Night
- 2008 – Rebels With a Cause
- 2012 – Gates of Dalhalla